# 嗜鹼性球
或是最少見的一種粒細胞，約佔循環系統中白血球的0.5%至1%。然而，嗜鹼性球是粒細胞中最大的一類。嗜鹼性球是許多免疫反應（特別是過敏反應）中促進發炎反應的細胞，與過敏性休克、氣喘、異位性皮膚炎、過敏性鼻炎等過敏性疾病有關。
嗜鹼性球於1879年由德國生物學家保罗·埃尔利希發現，而他於前一年（1878年）亦首次描述了肥大細胞。
嗜鹼性球的細胞質中有許多大的顆粒，在顯微鏡下容易與細胞核混淆，但當尚未染色時細胞核就清晰可見且通常分成兩葉。肥大細胞與嗜鹼性球有許多相似之處，如兩種細胞都存有組織胺，一種會在特殊情形下被刺激釋放的化學物質。如同大多數的粒細胞，嗜鹼性球在需要時可由血液進入組織中。
嗜鹼性球的命名來自於其可以被鹼性的染劑染上色的特性。

## 功能
嗜鹼性球參與了許多形式的發炎反應，尤其是造成過敏的種類。嗜鹼性球中含有稱為肝素的抗凝血劑，可避免血液太快凝集，也含有血管擴張劑組織胺，可促進血液流至組織中，嗜鹼性球在受寄生蟲感染的部位會異常增高，如同嗜酸性球，嗜鹼性球在對抗寄生蟲感染與過敏反應都扮演重要的角色，大量出現於發生過敏的組織中。嗜鹼性球的細胞膜表面有可與IgE結合的蛋白質受體，IgE是一種參與對抗寄生蟲感染與過敏反應的抗體，結合在嗜鹼性球上的IgE可對環境中的物質產生選擇性的過敏反應，如花粉粒或某些寄生蟲。有研究顯示嗜鹼性球可能為抗原呈現細胞，可以第二類主要組織相容性複合體（MHC II）將抗原呈現於細胞表面以供T細胞辨識，促進T細胞分化為TH2輔助細胞，但也有研究認為嗜鹼性球僅能在樹突細胞促進TH2輔助細胞的分化後起到增強作用。
嗜鹼性球可為CD200抑制，6、7與8型的皰疹病毒具有CD200的同源蛋白，因此亦能抑制嗜鹼性球的活性。

## 嗜鹼性球的免疫表型

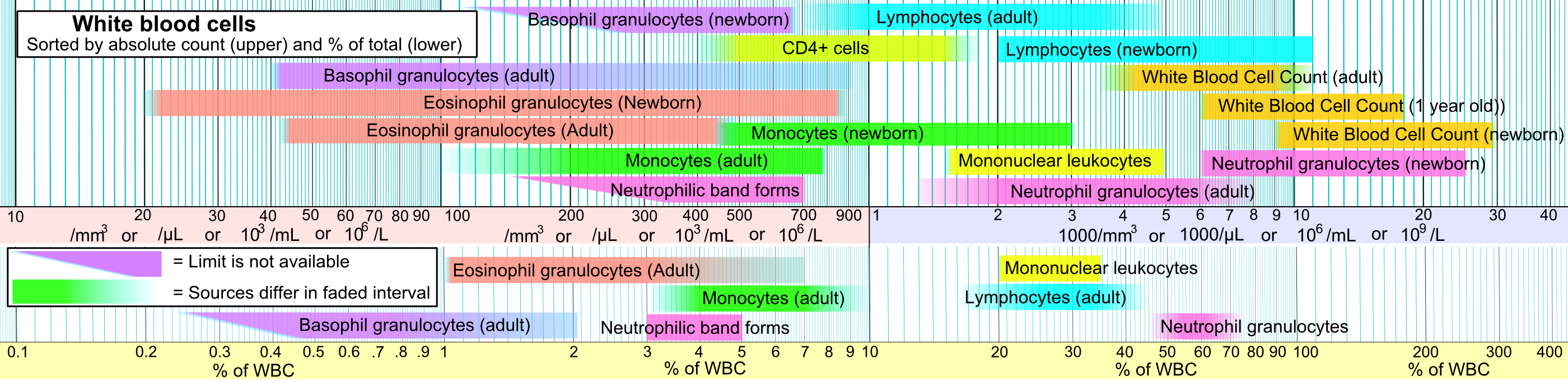
白血球的血液检验项目参考值范围，嗜鹼性球（Basophil granulocytes）的相對含量以紫色呈現

人類與老鼠的嗜鹼性球有如下相同的免疫表型：FcεRI+、CD123+、CD49b(DX-5)+、CD69+、Thy-1.2+、2B4+、CD11bdull、CD117(c-kit)–、CD24–、CD19–、 CD80–、CD14–、CD23–、Ly49c–、CD122–、CD11c–、Gr-1–、NK1.1–、B220–、CD3–、γδTCR–、αβTCR–、α4和β4-整聯蛋白陰性。
有研究顯示嗜鹼性球的免疫表型CD13、CD44、CD54、CD63、CD69、CD107a、CD123、CD164、CD193/CCR3、CD203c、TLR-4與FcεRI均為陽性。當被活化時，有些表面蛋白的表現量會提升（CD13、CD107a、CD164）或暴露（CD63與胞外酶CD203c）。

## 釋放
當嗜鹼性球被活化時，會釋放組織胺、蛋白聚糖（如肝素和軟骨素）與蛋白酶（如彈性酶與溶血磷脂酶），也會釋放白三烯等脂類與多種細胞激素。組織胺與蛋白聚糖可儲存於細胞質的嗜鹼性顆粒中，其他釋放性物質則是釋放時才製造。這些物質都與發炎反應有關。嗜鹼性球是細胞激素白細胞介素-4（參與過敏反應與IgE製造的重要細胞激素）的重要來源，在某些免疫反應中其合成的白細胞介素-4甚至可能比T細胞合成的還多。

## 異常
嗜鹼性球減少症患者體內的嗜鹼性球數量異常地少，有報導指其與自體免疫性的蕁麻疹有關，而有些過敏疾病、感染與溶血性貧血可造成嗜鹼性球增多症。